# Palácio Presidencial (Finlândia)
O Palácio Presidencial ( em finlandês:  Presidentinlinna   , em sueco:  Presidentens slott   ) é uma das três residências oficiais do Presidente da República da Finlândia . Está situado em Helsínquia, no lado norte de Esplanadi, com vista para a Praça do Mercado .

## Origens e início da história
No início do século XIX, existia no local um depósito de sal. , então um membro da elite dos comerciantes de Helsinque, comprou todo o lote e ergueu entre 1816 e 1820 uma imponente residência projetada pelo arquiteto Pehr Granstedt [fi] . A Casa Heidenstrauch parecia mais um palácio do que a casa de um comerciante. Em 1837, tornou-se um palácio quando foi comprado pelo preço de 170.000 rublos para ser convertido em residência do governador-geral da Finlândia . No entanto, Nicolau I desejou que se tornasse a residência oficial em Helsinque do Imperador da Rússia, o Grão-Duque da Finlândia, e assim o edifício se tornou o Palácio Imperial de Helsinque.
As necessárias obras de reconstrução e mobiliário, realizadas entre 1843 e 1845, foram dirigidas pelo arquitecto Carl Ludvig Engel, criador da Helsínquia neoclássica e, após a sua morte, pelo seu filho Carl Alexander. Giacomo Quarenghi também examinou os planos. Todos os armazéns de madeira atrás foram demolidos e uma nova ala foi adicionada. Esta ala, construída ao longo do norte do pátio, continha no segundo andar a capela (atual biblioteca), salão de festas, salão de banquetes em conexão direta com o anterior andar de recepção do edifício principal, além de uma cozinha.

## Palácio Imperial

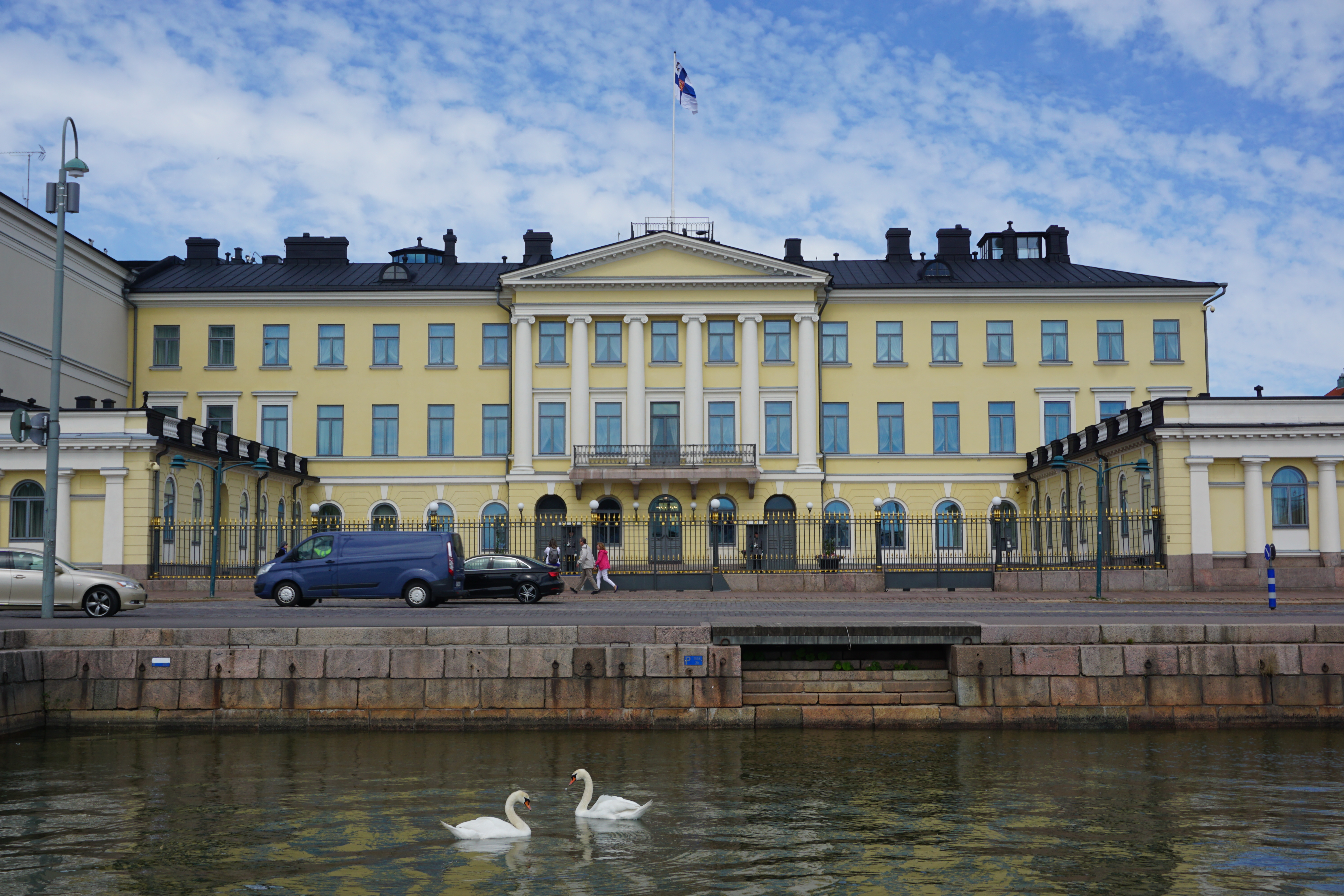
Cisnes nadando em frente ao prédio

O palácio foi concluído em 1845, embora reparos tivessem que ser feitos de tempos em tempos, pois a maior parte estava vazio e não era aquecido regularmente. Foi visitado pela primeira vez por um membro da família imperial nove anos depois, em fevereiro de 1854, quando o filho mais novo do imperador Nicolau I, o grão-duque Constantino, ali permaneceu por um mês. Seu irmão Nicolau ficou lá em junho do ano seguinte, após a morte de Nicolau I. Em 1856, o palácio também foi visitado pelos três filhos mais velhos do novo imperador – Nicolau, Alexandre e Vladimir . Foi durante o reinado de seu pai, Alexandre II, que o Palácio teve seu momento mais brilhante. Ele visitou a cidade em 1863 e 1876, permanecendo em ambas as ocasiões no Palácio. Em 1863, a Dieta da Finlândia foi inaugurada por Alexandre II no Grande Salão de Baile. O salão de baile foi convertido em sala do trono, com o trono imperial colocado em um estrado. Alexandre voltou ao palácio novamente em 1876 para abrir a sessão da Dieta daquele ano. A Sala do Trono continuou a ser usada como local para as cerimônias de abertura e encerramento da Dieta até 1906.
Essa foi a última festa imperial no palácio. Alexandre III ficou lá em 1885 (embora residisse em sua residência finlandesa em Langinkoski com mais frequência). O palácio foi reformado durante 1904–1907 por Johan Jacob Ahrenberg . Ele construiu um novo conjunto de salas de recepção, incluindo uma nova Sala do Trono (o atual Salão do Estado), onde foi colocada a escultura Psique e Zéfiro de Walter Runeberg, e um vestíbulo de recepção voltado para Mariankatu. O palácio foi visitado pela última vez por um membro da família imperial quando Nicolau II visitou o palácio por um dia em 1915.

## Uso pós-imperial

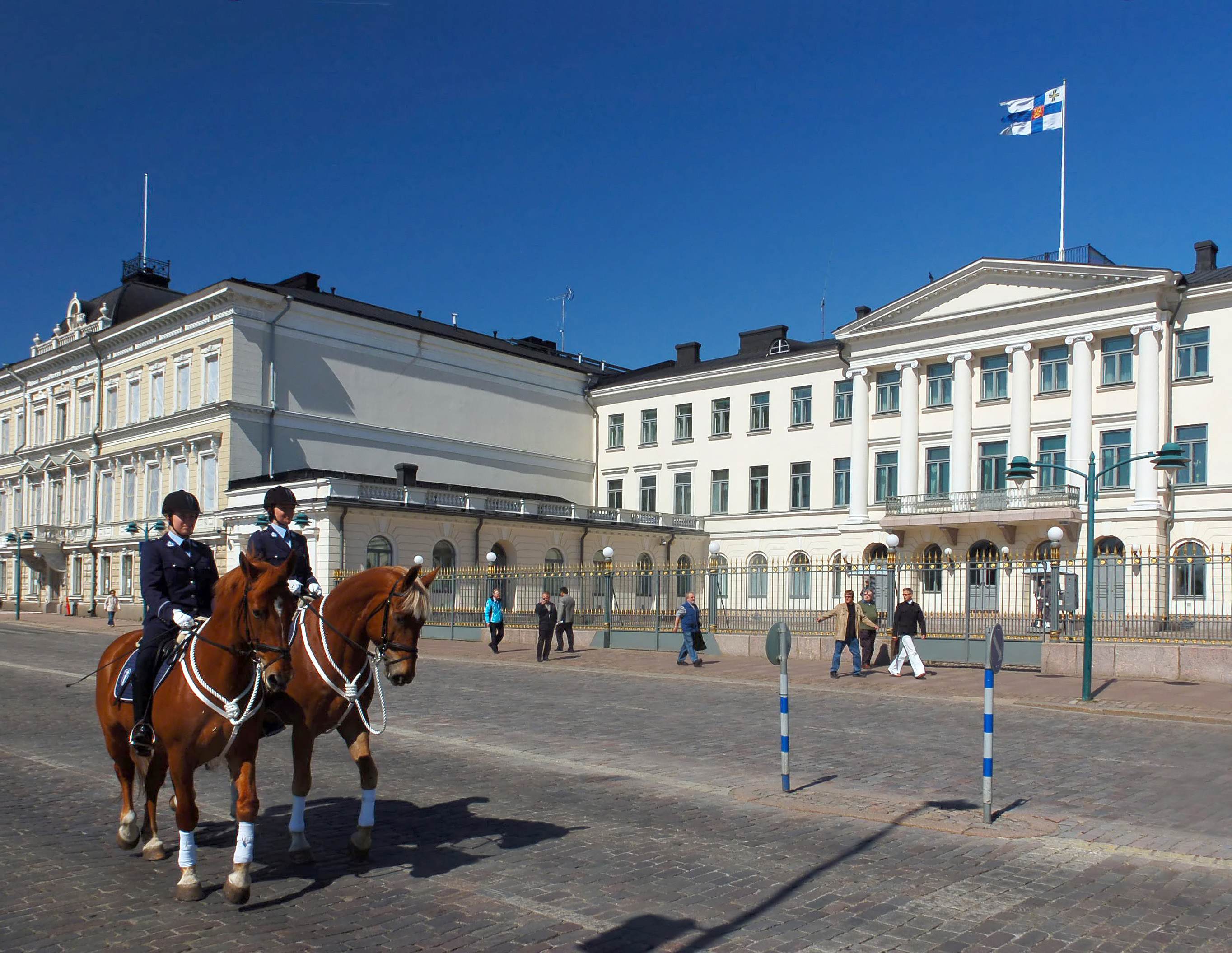
Policiais montados patrulhando as instalações

Sob as condições políticas da Primeira Guerra Mundial, o palácio foi convertido no Hospital Militar Temporário I de Helsinque em outubro de 1915. Com a Revolução de Fevereiro de 1917 e a abdicação do Imperador/Grão-Duque, o palácio deixou de ser um hospital militar e passou a ser propriedade do Senado que o rebatizou como Antigo Paço Imperial . De março a abril de 1918, o palácio foi usado como sede do Comitê Executivo do Soviete de Trabalhadores e Soldados de Helsinque. Com a vitória dos Brancos na Guerra Civil Finlandesa, os Vermelhos abandonaram o Palácio, que foi temporariamente utilizado por militares Alemães e Brancos Finlandeses. A partir de junho de 1918, reformas e reparos foram feitos no palácio em antecipação ao seu papel como residência real do príncipe Frederico de Hesse, que foi eleito rei da Finlândia em outubro de 1918. No entanto, a situação política internacional após a Primeira Guerra Mundial o levou a renunciar à aceitação do trono finlandês em dezembro de 1918. Em seguida, os andares superiores serviram como Ministério das Relações Exteriores.

## Palácio Presidencial e escritório
Depois que a nova Constituição foi aprovada em 1919, ficou claro que a residência mais adequada para o Presidente era o Antigo Palácio Imperial. As reparações completas foram feitas com rapidez, tendo o mobiliário e as coleções de arte do Palácio sido devolvidos dos depósitos do Museu Nacional e do Museu de Arte do Ateneum, e também complementados. Desde então, serviu como residência oficial do presidente. O Palácio foi novamente remodelado e modernizado por Martti Välikangas em 1938.
O Palácio Presidencial serviu como residência oficial de todos os presidentes da Finlândia até 1993, exceto dos presidentes Ryti, Mannerheim e Kekkonen, que preferiram residir em Tamminiemi . O Palácio deixou de ser usado como principal residência oficial do Presidente durante a presidência de Urho Kekkonen . Ele e sua esposa não gostavam do barulho do tráfego próximo e da falta de jardins, e logo se mudaram para Tamminiemi, que permaneceu como residência de Kekkonen até sua morte. No entanto, o palácio voltou a servir como residência principal do Presidente durante a presidência de Mauno Koivisto, até que a nova residência, Mäntyniemi, fosse concluída.
O palácio contém apartamentos privados e salas de recepção para o presidente em seu terceiro andar, incluindo a Sala Amarela, a Sala de Espera Vermelha e o Gabinete do Presidente. O Palácio também contém o Gabinete do Presidente, que inclui os escritórios do Secretário-Geral, do Conselho Especial do Presidente e do Mestre da Casa. As salas de estado do palácio incluem o Hall of State, o Dining Hall e o Hall of Mirrors (o pequeno Hall of State). Eles são usados pelo Presidente para funções oficiais e recepções. Isso inclui a cerimônia de promoção e nomeação para cadetes das Forças de Defesa e da Guarda de Fronteira, Banquetes de Estado e a recepção do Dia da Independência.
As últimas grandes reformas no palácio foram feitas em 2012–2014, quando a engenharia dos serviços de construção foi atualizada por um custo de 45 milhões de euros.

## Visitantes

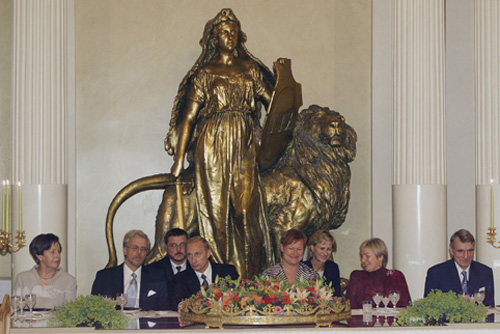
A presidente Tarja Halonen encontrando-se com o presidente russo Vladimir Putin em 2001, com a Lei de Walter Runeberg por trás deles

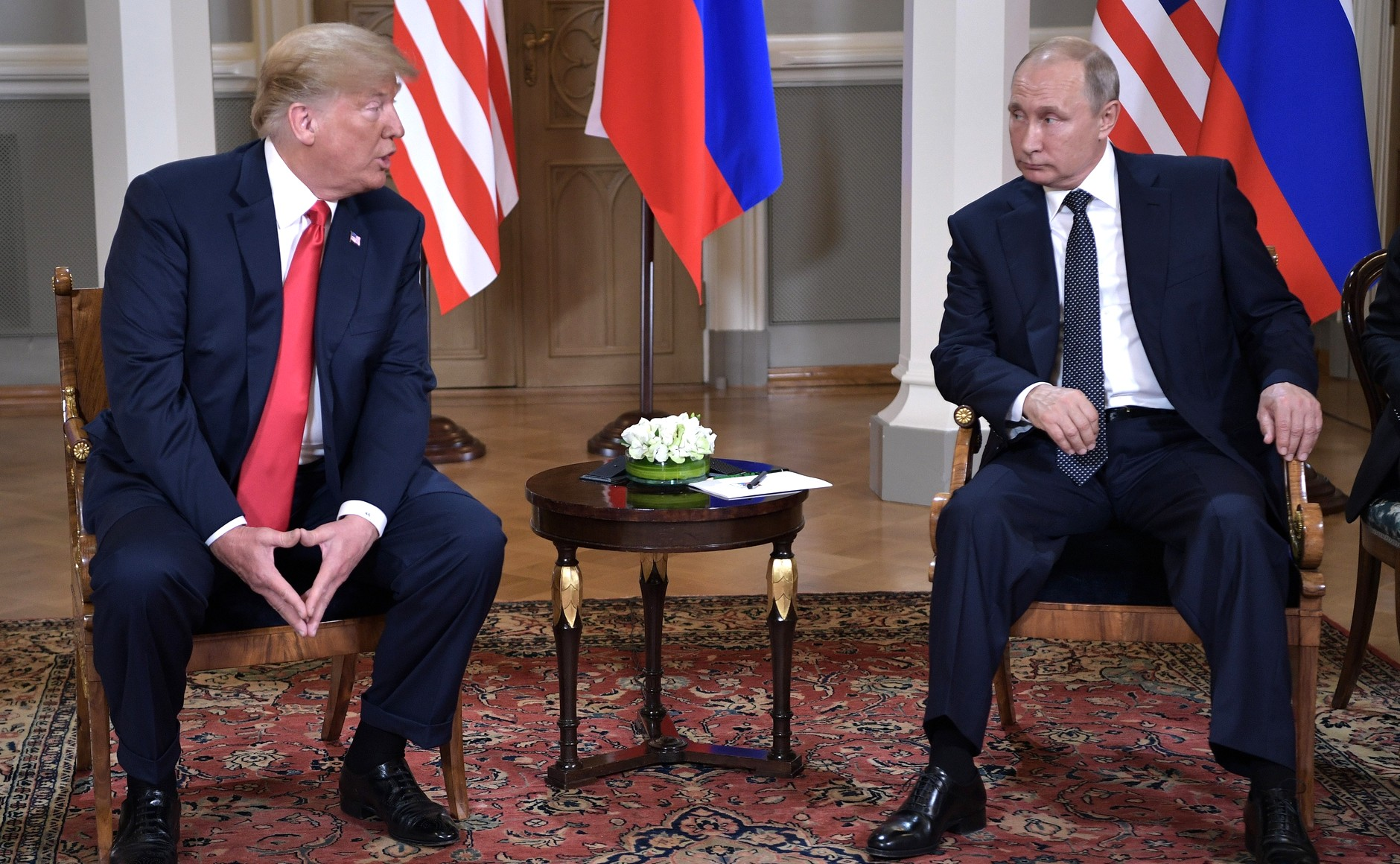
Donald Trump e Vladimir Putin, no centro de imprensa do palácio (16 de julho de 2018)

Em seu papel de residência oficial do Presidente da Finlândia, o Palácio Presidencial recebeu vários importantes visitantes e dignitários estrangeiros. Os visitantes reais do palácio incluíram Carl XVI Gustaf da Suécia, Olav V da Noruega, Elizabeth II do Reino Unido, Juan Carlos I da Espanha, Mohammad Reza Pahlavi do Irã e o Imperador Akihito do Japão . Vários presidentes dos EUA visitaram o palácio, incluindo Gerald Ford, Ronald Reagan e George HW Bush . Outros visitantes ilustres incluíram o Papa João Paulo II, Josip Broz Tito, Nikita Khrushchev, Boris Yeltsin, Horst Köhler, Xi Jinping, Shinzō Abe e Vladimir Putin . Em 16 de julho de 2018, uma cúpula entre o presidente dos EUA, Donald Trump, e o presidente da Rússia, Vladimir Putin, foi realizada no Palácio Presidencial. iio oioi io i iov oi oioi oi oi oioi oi oi oioi oioioi oi oi o i i i oi i i ii oi oi
Os visitantes não ficam no Palácio Presidencial hoje em dia , embora o tenham feito no passado. Embora o palácio tenha cerca de 3 000 metros quadrados de área útil e apartamentos privados para o presidente e sua família, grande parte do palácio é ocupada por escritórios e acomodações para o gabinete do presidente, incluindo o secretário-geral, gabinete presidencial, ajudantes militares e o pessoal da casa. Convidados estrangeiros podem ser alojados em Mäntyniemi, Königstedt Manor em Vantaa, ou na Finnish State Guest House ao lado do Hilton Helsinki Kalastajatorppa Hotel em Munkkiniemi .